# Station Cross Gates
Cross Gates is een spoorwegstation van National Rail in Cross Gates, Leeds in Engeland. Het station is eigendom van Network Rail en wordt beheerd door Northern Rail. 